# カーボベルデの経済
カーボベルデの経済（ポルトガル語: Economia de Cabo Verde）では、カーボベルデの国民経済について記す。

## 概要
カーボベルデは西アフリカ、大西洋上に浮かぶ小さな島国であり、資源に乏しく、厳しい旱魃にさらされている。降雨量が少なく、農業はわずかに4つの島で営まれているに過ぎない。カーボベルデの人口のおよそ7割は地方に居住しているが、国内総生産（GDP）の大半はサービス業で生み出され、農林水産業の比重は低い。
1990年、独立以来続いたカーボベルデ独立アフリカ党（PAICV）の社会主義的な一党制が終わり、翌1991年には初の政権交代が実現。それに伴い、経済面での改革も進んだ。具体的には、民間部門の育成と外国資本の呼び込みが計られた。

## 産業

### 農業
カーボベルデのGDPの低さは、天然資源の少なさを反映している。特に長期にわたる旱魃からくる水資源の少なさは深刻で、慢性的な水不足が続いている。そのため通常の降雨量では、農業はサンティアゴ島、サント・アンタン島、フォゴ島、ブラヴァ島の4島で小規模に営まれる程度である。主な農産物はトウモロコシ、サトウキビ、バナナ。畜産業も存在するが、同じく小規模である。
このように脆弱な農業形態から、食料のおよそ90%は輸入に頼る。カーボベルデの貿易は食料の大量輸入によって恒常的に大幅な赤字状態にあり、外国からの援助や、本国人口を上回る約70万人の在外カーボベルデ人からの送金で赤字を埋め合わせている。こうした収入はカーボベルデの重要な外貨獲得源である。

### 水産業
農業が振るわない一方で、魚介類は豊富である。プライア、ミンデロそしてサル島には水産物の加工工場や冷凍施設があり、多くはないものの輸出もされている。特にロブスターやマグロの漁は大きな可能性を持っているが、まだ開発途上の段階にある。

## 鉱業
- 石膏：マイオ島
- 石灰岩：ボア・ヴィスタ島、サル島、サント・アンタン島
- 火山灰：サント・アンタン島
- 塩：マイオ島、サル島

### サービス業

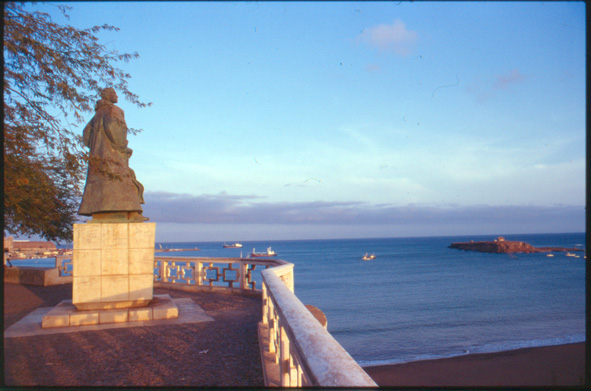
プライアの砂浜

商業、運輸業、公共サービスなどのサービス業はカーボベルデ経済を牽引しており、GDPの7割がサービス業によって生み出されている。カーボベルデ政府は市場経済化の促進と民間部門の育成を経済政策の最重要課題と位置付けており、観光業、軽工業（衣類や靴）、そして漁業において、その傾向が顕著となっている。
特に観光業はカーボベルデ政府が重視する産業である。リゾート開発が行われ、島国であることを生かしたウィンドサーフィンやセーリング、山がちな国土を利用したトレッキング等を目的に、とりわけ欧州から多数の観光客が訪れる。2012年時点で年間29万人の外国人観光客が訪れ、年間観光収入は4億7,000万ドルにも及んだ。

### 運輸業

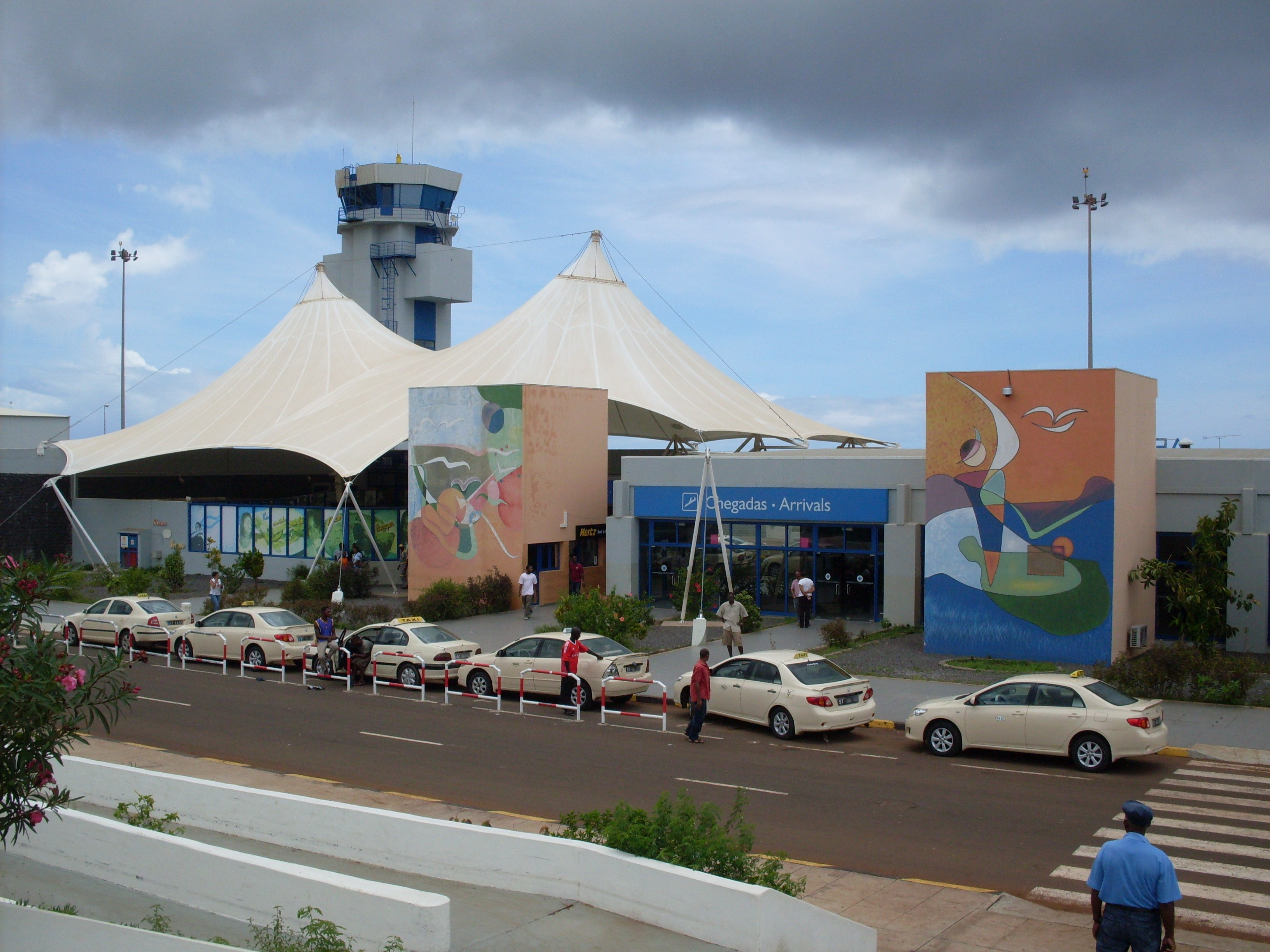
プライア国際空港

カーボベルデは大西洋に浮かぶ交通の要衝であり、空路、海路ともに発達している。ミンデロやプライアの港湾施設、サル島のアミルカル・カブラル国際空港は改良が重ねられ、ミンデロでは1983年より船舶修理施設が稼動している。主要な港湾施設はプライアとミンデロの港だが、他の島も小規模ながらもそれぞれの港湾施設を持っている。
空路は前述のアミルカル・カブラル国際空港のほか、プライア近郊には2005年に開港したプライア国際空港があり、国内線のほか西アフリカ諸国やポルトガルなどと結ばれている。
陸路は延べ1,350kmの道路により補完されており、うち932kmが舗装されている。

## 国際経済におけるカーボベルデ

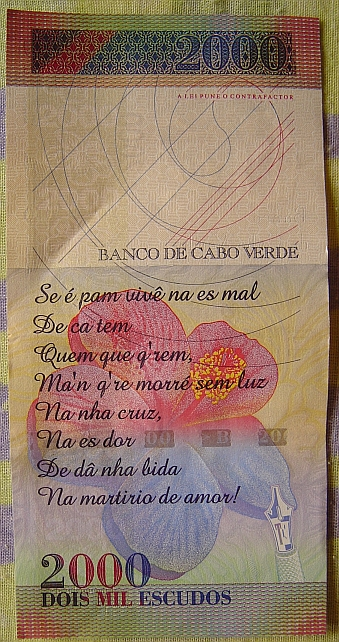
2000エスクード紙幣（2006年発行）

カーボベルデは開発途上国と見なされており、国連により小島嶼開発途上国（SIDS）の指定を受けている。しかしカーボベルデ経済は観光収入の拡大や安定的な政治に助けられ、1990年代後半から大きく成長しており、2007年には後発開発途上国（LDC、国連が定める開発途上国の中でもとりわけ経済的に遅れた国）の指定を解除された。これはボツワナに続いて2例目である。
カーボベルデは旧宗主国であるポルトガルとの関係が深く、あらゆる分野で密接な関係にある。通貨カーボベルデ・エスクードは1999年までポルトガル・エスクードとの固定相場制のもとにあり、ポルトガルのユーロ導入後も引き続きユーロとの固定相場制を維持している。2005年12月にはミンデロにカーボベルデ証券取引所が開設された。
2007年12月18日、世界貿易機関（WTO）一般理事会において、カーボベルデの加盟が承認された。これを受け、カーボベルデは批准手続きを進め、2008年7月23日には正式にWTO加盟を果たした。
これに伴い、カーボベルデは新たな関税法のほか、TRIPS協定に基づき著作権法や特許法を導入する義務を負った。